# C19orf53
C19orf53 (англ. Chromosome 19 open reading frame 53) – білок, який кодується однойменним геном, розташованим у людей на короткому плечі 19-ї хромосоми. Довжина поліпептидного ланцюга білка становить 99 амінокислот, а молекулярна маса — 10 577.
| 10         |  | 20         |  | 30         |  | 40         |  | 50         |
| ---------- |  | ---------- |  | ---------- |  | ---------- |  | ---------- |
| MAQGQRKFQA |  | HKPAKSKTAA |  | AASEKNRGPR |  | KGGRVIAPKK |  | ARVVQQQKLK |
| KNLEVGIRKK |  | IEHDVVMKAS |  | SSLPKKLALL |  | KAPAKKKGAA |  | AATSSKTPS  |

A: Аланін

D: Аспарагінова кислота

E: Глутамінова кислота

F: Фенілаланін

G: Гліцин

H: Гістидин

I: Ізолейцин

K: Лізин

L: Лейцин

M: Метіонін

N: Аспарагін

P: Пролін

Q: Глутамін

R: Аргінін

S: Серин

T: Треонін